# エーリヒ・ウルバンナー
エーリヒ・ウルバンナー (Erich Urbanner, 1936年3月26日インスブルック - )は、オーストリアの作曲家、教育者。

## 略歴
ウルバンナーは1955年から1961年までウィーン国立音楽大学で学び、カール・シスケとハンス・イェリネクの作曲クラスで、またピアノをグレーテ・ヒンターフォーファーに、指揮法をハンス・スワロフスキーに学んだ。
彼は、さらにヴォルフガング・フォルトナー、カールハインツ・シュトックハウゼン、ブルーノ・マデルナに作曲を学ぶためにダルムシュタット夏季現代音楽講習会に参加した。
1961年から、ウィーン国立音楽大学でスコア・リーディングを教え、1969年からは作曲と和声法と対位法の正教授となった。1969年と1974年に、十二音技法のセミナーのディレクターとなり、1986年から1989年までエレクトロ・アコースティックと実験音楽の研究所の所長を務めた。教え子の作曲家にはオルガ・ノイヴィルト、トーマス・ラルヒャー、ジル・ベルマーレ、ヨハンナ・ドーデラー、ミゲル・デル・アギーラ、ジェームズ・ポーク、ルーカス・リゲティ、Alexander Wagendristl、Gerhard Schedlが、日本人では衛藤恵子がいる。

## 作曲作品について
ウルバンナーの作品は独奏楽器、室内楽、オーケストラ曲にわたっており、多くの協奏曲、オペラやミサとレクイエムを含んでいる。楽譜はドブリンガー社(Doblinger)から出版されている。1968以降、指揮者としても活動している。

## 受賞歴
- 1980年：インスブルック市作曲賞。
- 1984年：ウィーン市音楽賞。
- 2001年：オーストリア共和国功績勲章 。